# Louis Réau
Louis Réau, né le 1er janvier 1881 à Poitiers et mort le 10 juin 1961 à Paris, est un historien de l'art français.
Il étudia à l'École normale supérieure (Paris) puis à l'École nationale des langues orientales vivantes où il se spécialisa en langue et culture russe.

## Œuvre

### En France
Son apport majeur à l'histoire de l'art français furent de l'avoir embrassée à travers son rayonnement international. Il fut un historien de tendance nationaliste, protestant et légitimiste.
On peut rattacher à l'ensemble de son œuvre sur l'histoire de l'art sa monumentale Iconographie de l'art chrétien, dans les six volumes de laquelle il étudie successivement les modèles iconographiques de la Bible et des Saints. Toutefois, son étude déborde largement la France pour englober la totalité de l'Europe, y compris évidemment la chrétienté orthodoxe jusqu'à la Russie.
Louis Réau est élu membre de l'Institut de France (Académie des Beaux-Arts) en 1947.
Il est le père de Marianne Cornevin, médecin et africaniste, résistante.

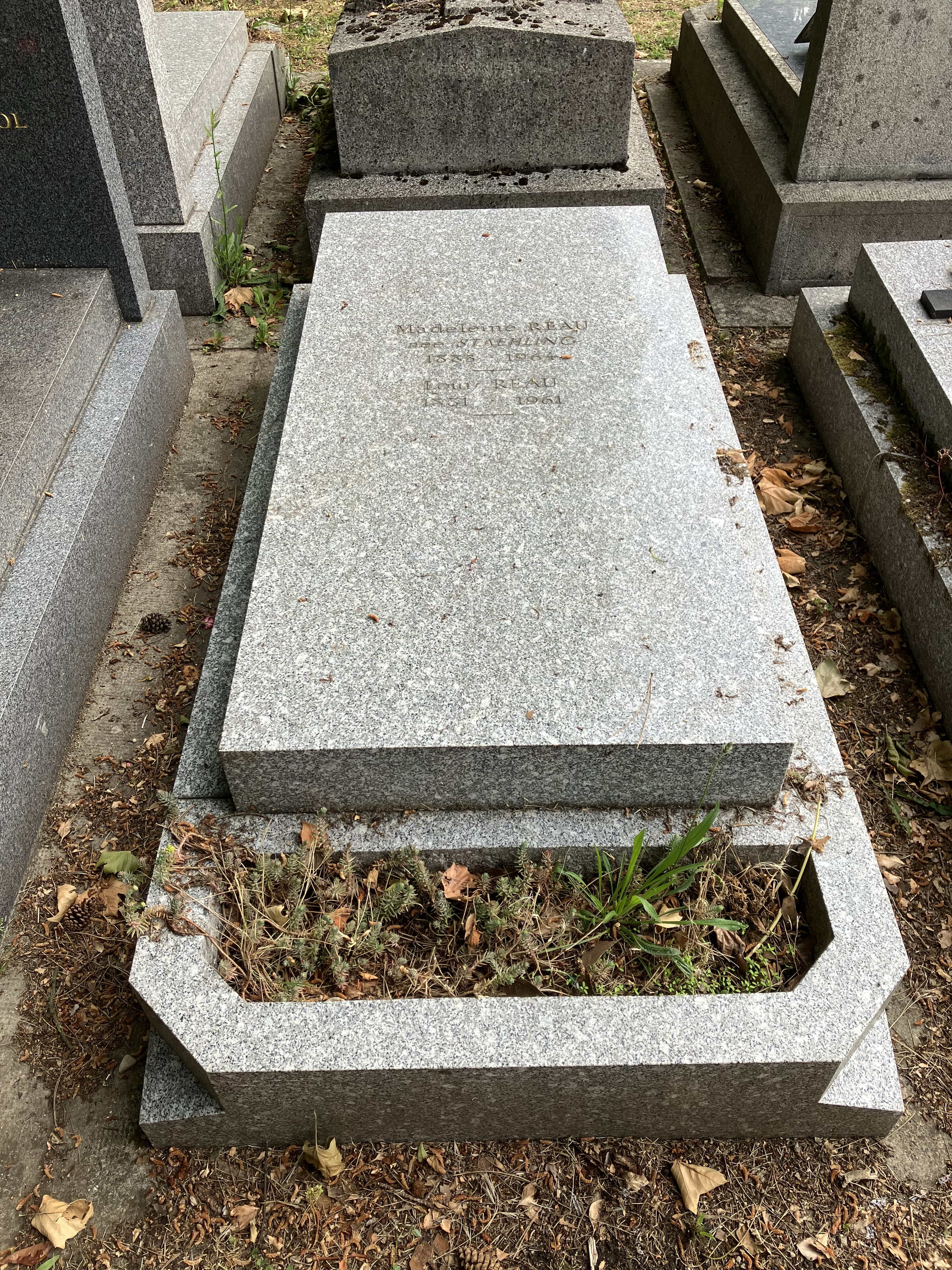
tombe de Louis REAU, cimetière parisiens de BAGNEUX, 84ème Division, 12ème Ligne, tombe 35.

### En Russie
Maître de conférences à Nancy en 1908, Louis Réau fut le premier directeur de l'Institut français de Saint-Pétersbourg, en 1911. Cet institut devint sous son impulsion, outre un centre de renseignement universitaire sur la France, un centre d'enseignement qui travaillait à l'expansion de l'influence intellectuelle de la France. C'était également un moyen de s'opposer à l'influence grandissante de l'Allemagne. Réau était germaniste de formation, mais le contexte idéologique de l'époque poussait les germanistes vers les pays slaves qui étaient un contrepoids à la culture allemande. Pendant son directorat il organisa avec ses collègues russes issus du mouvement Mir Iskousstva qui écrivaient dans la revue Apollon, une exposition d'Art français du XIXe siècle en Russie.
En Russie, Louis Réau rencontra Alexandre Benois, Igor Grabar, et d'autres artistes russes, ce qui lui permit d'étudier outre l'art russe, l'art français à l'étranger.
Son livre L'Art russe des origines à Pierre le Grand est le premier à aborder ce sujet depuis Eugène Viollet-le-Duc en 1877.
Il donne la réplique à ce dernier, qui n'avait jamais été en Russie, mais avait écrit un ouvrage, L'Art russe, sur la base de dessins et documents. Viollet-le-Duc était un partisan du panslavisme alors que l'approche de Réau du monde slave était gallocentriste.
Réau, historien nationaliste, ne considérait en effet l'influence de l'art français à l'étranger qu'à travers les prismes d'expansion culturelle, d'influence et d'hégémonie esthétique française quasi exclusives. Les pages qu'il a consacrées à l'art de Saint-Pétersbourg illustrent bien ses conceptions, au rebours de celles d'un Hautecoeur, historien d'art formé à Rome, qui établissait l'origine cosmopolite de l'art de la capitale russe.

## Publications
- L'Art français sur le Rhin au XVIIIe siècle, Paris, 1908.
- Cologne et Saint-Pétersbourg dans Les Villes d'art célèbres, Paris, 1908.
- Peter Vischer et la sculpture franconienne du XIVe au XVIe siècle, Paris, 1909
- Les Primitifs allemands, 1910.
- Mathias Grünewald et le Retable de Colmar, 1920.
- L'Art russe (1921-1922), 2 vols. :
  - L'Art russe des origines à Pierre le Grand. Cent quatre planches hors texte, quatre cartes dans le texte et lexique archéologique russo-français, 1921.
  - L'Art russe de Pierre le Grand à nos jours ; soixante-douze planches hors texte, lexique artistique russo-français, 1922.

- Prix Charles Blanc 1923 de l’Académie française.
- Étienne-Maurice Falconet, 1922.
- Histoire de l'expansion de l'art français (1924-1933).

- Grand Prix Gobert 1934 de l’Académie française.
- Histoire de la peinture française au XVIIIe siècle... Paris, Bruxelles, G. van Oest, 1925-26.
- L'Art français aux États-Unis, Paris, Henri Laurens, 1926.

- Prix Charles Blanc 1927 de l’Académie française.
- Une dynastie de sculpteurs au XVIIe siècle : Les Lemoynes, Paris, 1927.
- Les compagnes de Diane, Gazette des Beaux-Arts 8, 1932.
- Avec G. Lundberg y R. - A. Weigert : L'Art français dans les pays du nord et de l'est de l'Europe, 1932.
- L'Art du moyen âge, arts plastiques art littéraire, et la civilisation française 1935.
- L'Europe français au siècle des Lumières, 1938.
- Histoire de la peinture au Moyen Âge, 1944.
- L'Art gothique en France; architecture, sculpture, peinture, arts appliqués. Paris, G. Le Prat [1945]
- L'Art religieux du Moyen Âge (la sculpture). [Paris] : F. Nathan [1946].
- Le Rayonnement de Paris au XVIIIe siècle, Paris, R. Laffont, 1946

- Prix Jean-Jacques-Berger 1947 de l'Institut de France.
- Vieilles églises de France. [Paris] : F. Nathan, [1948].
- L'ère romantique : les arts plastiques (1949).
- J.-B. Pigalle, Paris, P. Tisné, 1950.
- Dictionnaire polyglotte des termes d'art et d'archéologie (1953).
- Iconographie de l'art chrétien. Paris: Presses Universitaires de France, 1955-59, 3 tomes en 6 vol.
- Fragonard ; sa vie et son œuvre (1956).
- Histoire du vandalisme : les monuments détruits de l'art français , (2 volumes), Librairie Hachette, Paris, 1959.
- Houdon : sa vie et son œuvre, 1964.
- L'Art russe, tome I  : L'Art gréco-scythe/ le Moyen Âge à Kiev et Novgorod , coll. « Marabout Université », éditions Gérard et c°, Verviers, 1968.
- L'Art russe, tome II : La Renaissance à Moscou / Le Baroque à Saint-Petersbourg, coll. « Marabout Université », éditions Gérard et c°, Verviers, 1968
- L'Art russe, tome III : Le classicisme / Le romantisme / Le XXe siècle, coll. « Marabout Université », éditions Gérard et c°, Verviers, 1968

## Documentation
Ses archives sont déposées à l'Institut national d'histoire de l'art.